# Aeroportul Rendani
Aeroportul Rendani (IATA: MKW, ICAO: WAUU) este un aeroport din Manokwari, West Papua⁠(d), Indonezia ce deservește zona Manokwari. Aeroportul a fost tranzitat în 2018 de 708.923 de pasageri.
Situat la o altitudine de 7 m, aeroportul dispune de o singură pistă.